# August Rodenberg

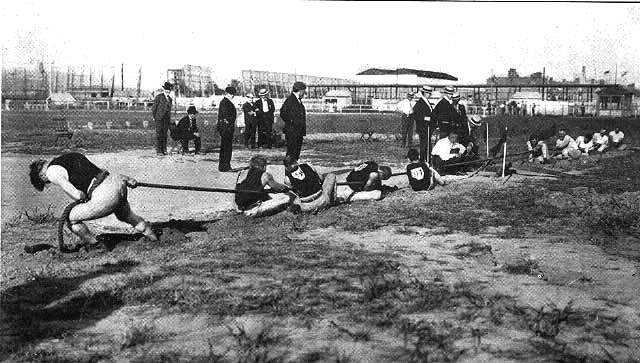
Competició d'estirar la corda als Jocs Olímpics d'estiu de 1904 a Saint Louis.

August Henry "Gus" Rodenberg (Stolzenau, Baixa Saxònia, 25 de juliol de 1873 - Saint Louis, 12 d'abril de 1933) va ser un esportista estatunidenc, d'origen alemany, que va competir a cavall del segle xix i el segle xx. El 1904 va prendre part en els Jocs Olímpics de Saint Louis en la prova del joc d'estirar la corda, en què guanyà la medalla d'argent formant part de l'equip Southwest Turnverein of St. Louis No. 1, junt a Max Braun, Charles Rose, William Seiling i Orrin Upshaw.